# Tenuiphantes ancatus
Tenuiphantes ancatus är en spindelart som först beskrevs av Li och Zhu 1989.  Tenuiphantes ancatus ingår i släktet Tenuiphantes och familjen täckvävarspindlar. Inga underarter finns listade i Catalogue of Life.